# 17992 Япеллеґріно
17992 Япеллеґріно (17992 Japellegrino) — астероїд головного поясу, відкритий 12 травня 1999 року.
Тіссеранів параметр щодо Юпітера — 3,541.